# داستانبک ترسونوف
داستانبک تُرسونوف (روسی: Достонбек Турсунов؛ زادهٔ ۱۳ ژوئن ۱۹۹۵) بازیکن فوتبال اهل ازبکستان است که در پست دفاع وسط  بازی می‌کند. 
وی همچنین در تیم‌های ملی زیر ۲۳ سال ازبکستان و ازبکستان بازی کرده‌است.